# Solaris (1972.)
Solaris (rus. "Солярис") - drama Andreja Tarkovskog iz 1972. nastala prema motivima istoimenog romana poljskog znanstvenofantastičnog pisca Stanisława Lema. Film govori o etičkim problemima čovječanstva gledanima kroz prizmu kontakata s vanzemaljskom inteligencijom.
Film je osvojio veliku nagradu festivala u Cannesu. Prema rezultatima anketa film se redovito nađe među najvećim znanstvenofantastičnim filmovima u povijesti kinematografije.